# Ernest Jones

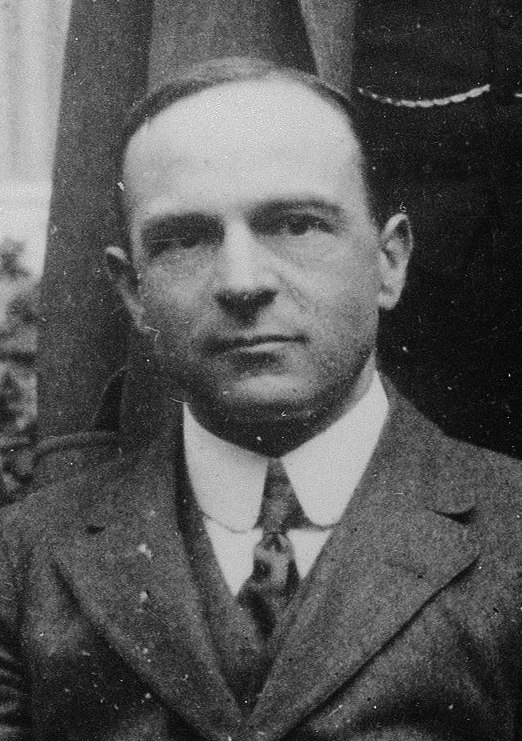
Alfred Ernest Jones

Alfred Ernest Jones (* 1. Januar 1879 in Rhosfelyn, heute Gowerton/Glamorgan, Wales; † 11. Februar 1958 in London) war ein britischer Mediziner, Psychoanalytiker und Freud-Biograf.

## Leben
Ernest Jones wurde in einem Industriedorf am Stadtrand von Swansea, als erstes Kind von Thomas und Ann Jones geboren. Sein Vater war Bergbauingenieur, der sich später als erfolgreicher Geschäftsmann etablierte. Zeitweise war er Buchhalter und Firmensekretär bei Elba Steelworks in Gowerton. Seine Mutter Mary Ann, geborene Lewis entstammte einer walisischsprachigen Familie aus Carmarthenshire, die später nach Swansea gezogen war. Jones wuchs in wohlhabenden Verhältnissen auf und entschied sich frühzeitig für den Beruf des Mediziners. Er studierte an der Medizinischen Fakultät der Universität London, wo er 1903 promoviert wurde und 1904 in das Royal College of Physicians aufgenommen wurde. Er lernte die deutsche Sprache, um bei Kraepelin in München Psychiatrie zu studieren. Von dort wechselte er nach Zürich ans Burghölzli, nachdem er 1907 C. G. Jung bei einem Neurologenkongress kennengelernt hatte. 1908 traf er in Wien zum ersten Mal mit Sigmund Freud zusammen, woraus sich eine lebenslange Freundschaft entwickelte. 1908 war Jones an der Vorbereitung und Durchführung des ersten psychoanalytischen Kongresses am 26. April 1908 in Salzburg beteiligt und am 6. Mai nahm Jones an der psychoanalytischen Mittwochsrunde in Wien teil. Im selben Jahr nahm er eine Direktorenstelle an der psychiatrischen Klinik in Toronto an. 1910 war er Mitbegründer der Amerikanischen Psychopathologischen Vereinigung, ebenso ein Jahr später bei der Amerikanischen Psychoanalytischen Vereinigung. 1912 schlug er die Gründung eines kleinen Kreises von Freud-Schülern vor, das spätere „Geheime Komitee“, der die Lehren Freuds langfristig bewahren sollte. 1914 absolvierte Jones auf Freuds Rat eine zweimonatige Lehranalyse bei Sandor Ferenczi.

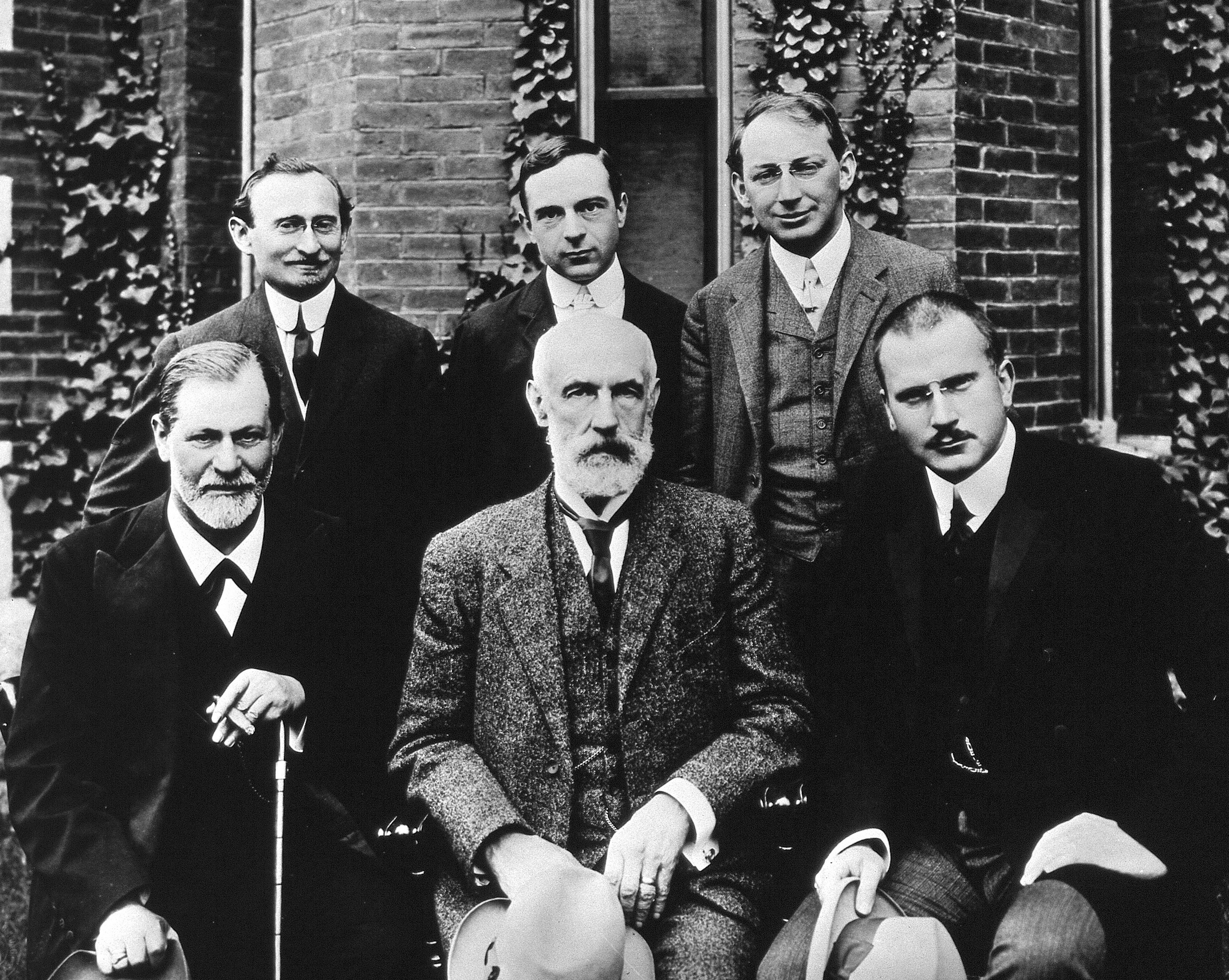
Gruppenphoto 1909 vor der Clark University. Vorne: Sigmund Freud, Granville Stanley Hall, Carl Gustav Jung. Hinten: Abraham A. Brill, Ernest Jones, Sándor Ferenczi.

Nach dem Ende des Ersten Weltkriegs kehrte er nach Europa zurück und siedelte sich in London an, wo er 1919 die British Psychoanalytic Society gründete. Als Präsident der BPS förderte er zunächst Melanie Klein, die 1926 nach England übersiedelte. Jones rief 1920 das International Journal of Psychoanalysis ins Leben, das bis heute international bedeutendste psychoanalytische Publikationsorgan. Für dessen Herausgeberschaft zeichnete er auch von 1920 bis 1939 verantwortlich.
Jones war zweimal Präsident der Internationalen Psychoanalytischen Vereinigung (1920–1924 und 1932–1949). In der Zeit des Nationalsozialismus war Jones an den Verhandlungen mit dem Regime beteiligt, die den verbliebenen nichtjüdischen Analytikern eine weitere berufliche Tätigkeit im Rahmen des sogenannten Göring-Instituts sicherten, nachdem Wilhelm Reich aus der internationalen Psychoanalytischen Vereinigung ausgeschlossen worden war und die jüdischen Mitglieder der Deutschen Psychoanalytischen Gesellschaft, d. h. die große Mehrheit „freiwillig“ austraten. „Im November 1935 schrieb Jones an Freuds Tochter Anna Freud ‚All Jews have to resign from Berlin Society. Deplorable as it would be, I should still say that I prefer Psychoanalysis to be practiced by Gentiles in Germany than not at all and I hope you agree.‘ Um die ‚Integration‘ der Gesellschaft zu erleichtern, trafen sich Jones, Brill, Boehm und Müller-Braunschweig mit Göring.“ Der Institutsleiter Matthias Heinrich Göring war ein Vetter von Hermann Göring.
Jones half seinem Lehrer und Freund Sigmund Freud nach dem Anschluss Österreichs 1938 an das Deutsche Reich bei dessen Emigration. Jones blieb in engem Kontakt mit Freud bis zu dessen Tod im Jahr 1939.
1947 begann Jones die Arbeit an einer Biographie Freuds und unterbrach dafür die Arbeit an seiner eigenen Autobiographie. In den Jahren zwischen 1953 und 1957 veröffentlichte Ernest Jones eine voluminöse, dreibändige Freud-Biographie, die nach wie vor als wichtige Quelle der Freud-Biographik angesehen wird. Für seine Arbeit konnte Jones unter anderem auf bis dahin unveröffentlichte Privatbriefe Freuds an dessen Verlobte Martha Bernays zurückgreifen, die zur Korrektur eines teilweise legendenhaft-verklärten Freud-Bildes beitrugen. Jones nutzte auch die biographischen Vorarbeiten von Siegfried Bernfeld.
Jones’ Biographie enthielt aber auch zahlreiche Unrichtigkeiten und wurde von späteren Historikern scharf kritisiert. So schrieb Eli Zaretsky:

„Jones’ Biographie, die Anna Freud, der ‚würdigen Tochter eines unsterblichen Mannes‘ gewidmet war, erschien ab 1954. So mächtig war Freuds Bild, daß manche Analytiker den Jones unterstellten Prozeß der Reifung in den letzten Jahrzehnten seines Lebens darauf zurück führten, daß er im Material versunken sei. Jones suchte den wissenschaftlichen Charakter der Analyse hervorzuheben, betonte daher Freuds Verhältnis zu Brückes Materialismus und spielte demgegenüber Freuds Teilnahme an den philosophischen Vorlesungen von Franz Brentano herunter. Noch immer kämpfte Jones mit den Nachwirkungen eines charismatischen Umbruchs, deshalb schrieb er auch den Erfahrungen des Männerbunds keine große Bedeutung zu, ignorierte alle Verbindungen, die es zwischen Analyse und Politik gegeben hatte, beglich alte Rechnungen mit Rank und Ferenczi und gab so ein Beispiel für das, was Peter Homans die ‚Urangst‘ der Psychoanalyse nannte – nämlich, daß sie als eine Religion mißverstanden werden könnte.“

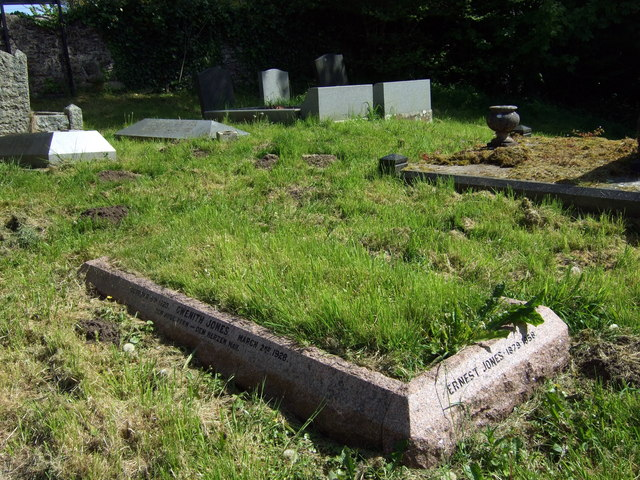
Jones’ Grab

Nach der Veröffentlichung des dritten Bandes der Freud Biographie nahm Jones die Arbeit an seiner Autobiographie wieder auf. Aufgrund seines Todes am 11. Februar 1958 konnte er diese Arbeit nicht mehr beenden.
Jones war ein produktiver Autor und veröffentlichte zwischen 1900 und 1959 mehr als 200 Aufsätze. Ein bedeutender Aufsatz von ihm (The theory of symbolism) setzt sich mit der psychoanalytischen Symboltheorie auseinander.
1916 heiratete Jones die Musikerin Morfydd Owen, die nach zwei Jahren starb. 1919 heiratete Jones das zweite Mal. Mit seiner zweiten Frau Katharina „Kitty“, geb. Jokl (1892–1983), hatte Jones vier Kinder. Das älteste (Gwenith) starb im Alter von 7 Jahren und wurde auf dem kleinen Kirchhof von Cheriton auf der Gower-Halbinsel bei Swansea in Wales beigesetzt. Sein Sohn Mervyn wurde Journalist und Schriftsteller. Nach seinem Tod wurde Ernest Jones im Golders Green Crematorium eingeäschert, die Urne später im Grab seiner Tochter Gwenith auf dem kleinen Kirchhof von Cheriton auf der Gower-Halbinsel bei Swansea beigesetzt.

## Lehre

### Die Theorie der Symbolik (1916)
Die von Ernest Jones 1916 veröffentlichte Schrift Die Theorie der Symbolik richtet sich insbesondere gegen die von Jung so bezeichnete „nach-psychoanalytische Schule“ und deren Vertreter Alfred Adler, Carl Gustav Jung, Herbert Silberer und Wilhelm Stekel. Ihnen wirft Jones vor, dass sie die Bedeutung des Unbewussten bei der Genese der Symbolik nicht ausreichend würdigten. Anders als bei dem Gleichnis oder der Metapher, die dazu dienten, so Jones, beim Zuhörer oder Leser einen lebhaften Eindruck oder ein starkes Gefühl zu vermitteln, sei „die wesentliche Funktion aller Formen der Symbolik, im weitesten und populärsten Sinne des Wortes (...) die Hemmung zu überwinden, welche den freien Ausdruck einer gegebenen Gefühlsvorstellung hindert; die davon hergeleitete Kraft in ihrem Vorwärtsdrängen ist die wirksame Ursache der Symbolik.“ Nach Auffassung von Jones liegt einem Symbol also ein ähnlicher Mechanismus zugrunde wie einem Symptom oder einem Trauminhalt, d. h. es handelt sich dabei um eine Art von Kompromiss zwischen einer Triebregung aus dem Unbewussten und der Hemmung durch das Über-Ich. „Nur was verdrängt ist, bedarf der symbolischen Darstellung“, so Jones. Daher handele es sich bei dem Großteil der Symbole um Themen, die in jedem Menschen das ganze Leben lang im Unbewussten wirken: der eigene Körper, die Beziehungen zur Familie, Geburt, Liebe und Tod.

### Über analerotische Charakterzüge (1918)
In dem 1918 erschienenen Aufsatz Über analerotische Charakterzüge knüpft Ernest Jones an die Schrift Charakter und Analerotik (1908) von Sigmund Freud an. Ausgangspunkt der Überlegungen Freuds waren seine Beobachtungen, dass Säuglinge aus der Reizung der Darmschleimhaut einen Lustgewinn ziehen können, indem sie z. B. den Vorgang der Darmentleerung verzögern. Die Reinlichkeitserziehung führt in der Regel zur vollständigen Verdrängung der Analerotik: „Die psychische Energie, die auf die mit der Afterzone zusammenhängenden Wünsche und Erregungen verwendet wurde, wird fast vollständig in andere Richtungen gelenkt und führt schließlich zu den Sublimierungen und Reaktionsbildungen (...)“. Jones erweitert in seinem Aufsatz Freuds Beschreibung der typischen Charakterzüge von Menschen mit einer stark entwickelten unbewussten Analerotik: Ordentlichkeit, Sparsamkeit und Eigensinn. Nach seiner Auffassung führen Sublimierungen „zu zwei einander entgegengesetzten Charaktertypen: einerseits zu Sparsamkeit von Dingen mit einer großen Fähigkeit zur Zärtlichkeit, solange die geliebte Person unterwürfig bleibt; der andere Typus zeigt mehr Produktivität und Schaffensfreude, die Neigung irgend jemandem oder etwas den Stempel der eigenen Persönlichkeit aufzudrücken, eine Vorliebe für Modellieren und Formen mit einer großen Freude am Schenken, besonders geliebten Personen gegenüber. Die Reaktionsbildungen führen zu Ordentlichkeit, Reinlichkeit, Pedanterie und einer Abneigung gegen Vergeudung; sie leisten auch bedeutende Beiträge zum Aufbau der ästhetischen Neigungen.“

### Die Eifersucht (1929)
Der Text Die Eifersucht erschien in deutscher Sprache im Jahre 1930 und basierte auf einem Vortrag (La jalousie), den Jones 1929 an der Sorbonne in Paris gehalten hat. In dem Text beschreibt Jones die Eifersucht als Ausdruck einer infantilen Art zu lieben. Hinter der Eifersucht stecke nämlich, so Jones, vor allem die Position des Kindes, das den gegengeschlechtlichen Elternteil begehrt und mit dem gleichgeschlechtlichen Elternteil rivalisiert. Dem Eifersuchtswahn des Mannes liege somit aus psychoanalytischer Sicht im Grunde eine nach außen projizierte verdrängte homosexuelle Tendenz zugrunde. Anders formuliert: Der wahnhaft eifersüchtige Mann hasst seine Frau, weil sie in seinem Unbewussten seine Mutter repräsentiert, die ihm seinen geliebten Vater vorenthält. Der gewöhnliche Eifersüchtige projiziere den eigenen Impuls zur Untreue, die er sich nicht eingesteht, auf den Partner. Der Eifersüchtige sei, so Jones, in seiner Liebesfähigkeit eingeschränkt. Anstatt zu lieben, sei er abhängig davon, geliebt zu werden. Der geringen Selbstliebe lägen unbewusste Schuldgefühle zugrunde, die aus einem unbewältigten Ödipuskonflikt resultierten, also einer unzureichend gelungenen Ablösung von den Eltern. Die Grundlage der Eifersucht bilde also letztlich die Angst, nicht ausreichend geliebt zu werden. So schreibt Jones am Ende seines Aufsatzes als Fazit:
„Die Erfahrung hat uns gelehrt, in der Eifersucht ein viel weniger gewöhnliches Phänomen zu sehen, als man im allgemeinen glaubt; ich sehe viel eher in ihr eine Erscheinung auf abnormer und neuropathischer Grundlage. Die Eifersucht zeugt von einem Mangel an Liebesfähigkeit, Mangel an Selbstvertrauen, die, wie sich bei tiefgehender Forschung erweist, aus einem seit der Kindheit nicht überwundenen Schuldgefühl stammen und in der außerordentlichen Abhängigkeit vom geliebten Objekt auf eine Tendenz zur sexuellen Inversion hindeuten. Dieser letztere (homosexuelle) Zug wird im Eifersuchtswahnsinn sehr deutlich, aber ich glaube, daß er in abgeschwächtem Ausmaß auch in den anderen Arten der Eifersucht zu finden ist. Kurz, die Eifersucht ist ein Zeichen von Schwäche in er Liebe und nicht von Stärke; sie nimmt ihren Ursprung eher aus der Angst und aus dem unbewußten Schuldgefühl als aus der Liebe.“

### Angst, Schuldgefühl und Haß (1930)
Der in deutscher Sprache 1930 veröffentlichte Aufsatz Angst, Schuldgefühl und Haß diskutiert zentrale Gefühlseinstellungen des Menschen aus psychoanalytischer Sicht. In dem Aufsatz nimmt Jones die Position von Melanie Klein ein, dass die Entstehung des Über-Ichs bereits während der sadistischen Phase, also bereits in der zweiten Hälfte des ersten Lebensjahres des Säuglings beginnt, weil hier bereits Liebe, Angst und Haß auftreten, und sie die Quelle für das Zustandekommen des Schuldgefühls bilden. Feindselige Gefühle oder Haß auf ein geliebtes Objekt (z. B. die Mutter oder der Vater) kann Schuldgefühle erzeugen, umgekehrt kann Haß auch Schuldgefühl beseitigen oder überlagern. Offenbar, so Jones, vertrage das menschliche Bewusstsein Angst oder Haß eher als Schuldbewusstsein, woraus sich als das wichtigste Ziel der therapeutischen Arbeit das Ziel ergibt, Toleranz für das Schuldgefühl zu erreichen. Der Patient müsse einsehen, dass es „andere als moralische Gründe gebe, Triebbefriedigungen einzuschränken.“ In seinem Aufsatz schlussfolgert Jones:
„Wir haben beobachtet, daß in der Entwicklung jeder der drei seelischen Reaktionen zwei Stufen feststellbar sind. Bei der Angst ist die erste Stufe die primäre Furcht vor der Aphanisis (=Verlust der Erregbarkeit), die aus der ins Unerträgliche gesteigerten Bedürfnisspannungen entsteht; die zweite finden wir dann, wenn die Entbehrungssituation mit einer äußeren Versagung identifiziert wird, als „Angstsignal“ vor dieser Gefahr. Beim Haß ist die erste Stufe der Ärger über die Versagung, die zweite aus der Sexualisierung des Haßimpulses entstehende Sadismus. Beim Schuldgefühl ist die erste Stufe die, welche wir als „vorverbrecherischen“ Hemmungszustand bezeichnet haben, dessen Funktion eine Unterstützung der früheren Angstreaktionen darstellt und tatsächlich auch von dieser nur schwer zu unterscheiden ist, als zweites das Stadium des eigentlichen Schuldgefühls, dessen Funktion im Schutz vor äußeren Gefahren besteht.“

### Die phallische Phase (1933)
Der 1933 in deutscher Sprache publizierte Aufsatz Die phallische Phase von Ernest Jones kreist um die frühkindlichen Sexualphantasien und deren Bedeutung für die psychosexuelle Entwicklung von Männern und Frauen. Jones nimmt an, dass in der von ihm so bezeichneten „deuterophallischen Phase“ – das ist die Phase, die mit der Erkenntnis des Geschlechtsunterschiedes beginnt – beide Geschlechter „eine tiefe Angst vor der Vagina“ aufweisen, die herrührt von den Phantasien über den elterlichen Koitus. Insbesondere anknüpfend an die Arbeiten zur weiblichen Sexualentwicklung von Sigmund Freud, Melanie Klein, Helene Deutsch und Karen Horney vertritt Jones in dem Aufsatz die Auffassung, dass das früheste Entwicklungsstadium des Mädchens „dem Wesen nach feminin“ ist, d. h. bereits vor der Entdeckung des Geschlechsunterschiedes in der von ihm so bezeichneten „protophallischen Phase“ existieren feindselige (sadistische) Triebregungen des Mädchens gegenüber der Mutter, deren Folge Angst und Schuldgefühle sind. Der Vorwurf der Penislosigkeit und die Kastrationsangst folgen also der Frustration und dem Haß infolge der Versagung oraler Wünsche durch die Mutter. Jones: „Die Wünsche nach der Brustwarze werden auf die Vorstellung vom Penis übertragen.“ Jones hierzu:
„Ich würde mich jedoch mehr der Ansicht Melanie Kleins anschließen, daß die Gleichung Penis-Kind eher eine angeborene ist und daß der Kindeswunsch des kleinen Mädchens – wie der normale des Weibes – eine direkte Fortsezung seines alloerotischen Wunsches nach dem Penis ist: es ist eher so, daß es eine lustbetonte Vorstellung hat, den Penis in sich aufzunehmen und ein Kind daraus zu machen, als daß es nur deshalb ein Kind wünscht, weil es nun einmal keinen Penis sein eigen nennen kann.“
Erst wenn man, so Jones, die kindliche „Angst vor der Verstümmelung“ des eigenen Geschlechtsorgans überwunden habe, könne eine befriedigende heterosexuelle Entwicklung folgen.

### Die Psychoanalyse und die Triebe (1936)
Der 1936 in deutscher Übersetzung erschienene Aufsatz Die Psychoanalyse und die Triebe fasst die Entwicklung der dualistischen Triebtheorien von Sigmund Freud zusammen. In der ersten Phase (bis 1914) seiner Theoriebildung unterschied Freud zwischen Ich-Trieben und Sexualtrieben. In der zweiten Phase (1914–1923) trat der Narzißmus hinzu, d. h. die nach innen gewendete Libido. Dieses Konzept stellte die Dualität des Triebkonzeptes in Frage, denn von nun an konnte, so Jones, der Selbsterhaltungstrieb als narzißtischer Teil des Sexualtriebs angesehen werden. Die dritte Phase der Triebtheorie Freuds (ab 1923) führte zur Renaissance der Dualität: Ausgehend von dem Wiederholungszwang als zweiter Regulierungsmechanismus neben dem Lust-Unlust-Prinzip, postulierte Freud einen Trieb, dessen Ziel die Rückkehr zu einem früheren Zustand ist und nannte ihn den Todestrieb: 
„Das Ergebnis dieses Gedankengangs ist nun, daß Freuds letzter Dualismus die Teilung der Seele in zwei Triebgruppen ist, die er Lebenstriebe und Todestriebe nannte - oder Eros und Thanatos, wenn man griechischen Namen den Vorzug gibt. Der Klahrheit wegen will ich in einem Satz die drei Stadien in der Entwicklung von Freuds Gedanken über die Dualität der Triebe wiederholen. Das erste war der Gegensatz zwischen sexuellen und Ich-Trieben; das zweite der Gegensatz Objektliebe oder alloerotischer Libido und Selbstliebe, narzißtischer Libido; und das dritte ist der Gegensatz zwischen Lebens- und Todestrieben, zwischen Eros und Thanatos.“

## Schriften (Auswahl)
- Das Problem des Hamlet und der Ödipuskomplex, Verlag Franz Deuticke, Leipzig und Wien, 1911.[16]
- Der Alptraum in seiner Beziehung zu gewissen Formen des mittelalterlichen Aberglaubens. Psychoanalytischer Verlag, Leipzig 1912.[17]
- Die Beziehung zwischen Angstneurose und Angsthysterie. In: Internationale Zeitschrift für ärztliche Psychoanalyse I. Band 1913 Heft 1 Januar, S.11-17.[18]
- Papers on Psycho-Analysis. Baillière, Tindall & Cox, London 1913 (mehrere überarbeitete und erweiterte Auflagen, zuletzt: 5. Auflage, Baillière u. a., London 1948; Nachdruck dieser Auflage Karnac, London 1977)
- Treatment of the Neuroses. Baillière, Tindall & Cox, London 1920 (deutsch: Therapie der Neurosen. Internationaler Psychoanalytischer Verlag, Leipzig 1921)[19]
- Essays in Applied Psycho-Analysis. 2 Bände. International Psychoanalytic Press, London u. a. 1923 (2. Ausgabe: Hogarth, London 1951; Reprint Hillstone, New York 1974)
- Theorie und Praxis in der Psychoanalyse. In:  Internationale Zeitschrift für Psychoanalyse XI 1925 Heft 2, S. 145–149.[20]
- Mother-Right and the Sexual Ignorance of Savages. In: International Journal of Psycho-Analysis. Band 6, 1925, S. 109–130.
- Zur Psychoanalyse der christlichen Religion. Imago Bücher XII, Internationaler Psychoanalytischer Verlag, Leipzig, Wien, Zürich, 1928.[21]
- Die Eifersucht. In: Die Psychoanalytische Bewegung II 1930 Heft 2, S. 154–167.[10]
- Objektbeziehungen aus Schuldgefühl. Eine Studie über Charaktertypen. In: Imago. Zeitschrift für psychoanalytische Psychologie ihre Grenzgebiete und Anwendungen XXIII 1937 Heft 2, S. 129–133.[22]
- Psycho-Analysis. Benn, London 1928; New York 1929 (spätere Auflagen unter dem Titel What is Psychoanalysis?, z. B. New York 1948; deutsche Übersetzung: Was ist Psychoanalyse? Eine Einführung in die Lehre Sigmund Freuds. Aus dem Englischen von Rotraut Schwoerer. Eingeleitet von A. Friedemann. Goldmann, München 1967)
- Zur Psychoanalyse der christlichen Religion. Internationaler psychoanalytischer Verlag, Leipzig, Wien 1928 (Nachdruck, mit einem Nachwort von Helmut Dahmer, bei Suhrkamp, Frankfurt am Main 1970)
- On the Nightmare. Hogarth Press und Institute of Psychoanalysis, London 1931 (enthält eine überarbeitete Übersetzung von Der Alptraum von 1912 und zwei weitere Aufsätze)
- Die phallische Phase. In: Internationale Zeitschrift für Psychoanalyse XIX 1933 Heft 3, S. 322–357.[23]
- Über die Frühstadien der weiblichen Sexualentwicklung. In: Internationaler Zeitschrift für Psychoanalyse XXI 1935 Heft 3, S.331-341.[24]
- Die Psychoanalyse und die Triebe. In: Imago. Zeitschrift für psychoanalytische Psychologie ihre Grenzgebiete und Anwendungen XXII 1936 Heft 2, S. 129–146.[15]
- Die Zukunft der Psychoanalyse. In: Internationale Zeitschrift für Psychoanalyse XXIII 1937 Heft 2, S.241-249.[25]
- Hamlet and Oedipus. Norton, New York 1949 (Kapitel 7 wurde übersetzt: Hamlets Stellung in der Mythologie. In: Joachim Kaiser (Hg.): Hamlet, heute. Insel, Frankfurt 1965, S. 53–83)
- Sigmund Freud, Life and Work. 3 Bde. Hogarth, London 1954–1957 (Spätere Ausgaben erschienen unter dem Titel The Life and Work of Sigmund Freud.
  - Das Leben und Werk von Sigmund Freud. 3 Bde. Übers. v. Katherine Jones und Gertrud Meili-Doretzki. Huber, Bern 1960–1962. Ein Nachdruck dieser vollständigen Übersetzung erschien 1984 bei dtv, München, ISBN 3-423-04426-8, der Titel wurde hierbei verändert, in Sigmund Freud. Leben und Werk. – Jones’ Freud-Biographie umfasst im englischen Original etwas mehr als 1500 Seiten. 1961 erschien bei Hogarth, London, eine von Lionel Trilling und Steven Marcus auf etwa die Hälfte gekürzte Fassung unter dem Titel The life and work of Sigmund Freud, mit einem Vorwort von Lionel Trilling. Die Übersetzung dieser gekürzten Fassung erschien 1969 unter dem Titel Sigmund Freud. Leben und Werk bei S. Fischer, Frankfurt am Main.)
- Sigmund Freud: Four Centenary Adresses. Basic Books, New York 1956
- Free Associations: Memories of a Psycho-Analyst. Hogarth, London 1959
- Die Theorie der Symbolik und andere Aufsätze. Mit einem Vorwort von Peter Krumme. Ullstein, Frankfurt am Main, Berlin, Wien 1978, ISBN 3-548-03480-2

Eine Bibliographie sämtlicher Veröffentlichungen findet sich in Die Theorie der Symbolik und andere Aufsätze, S. 393–407.

## Briefe
- Sigmund Freud, Ernest Jones: Briefwechsel 1908–1939. Englischsprachige Ausgabe der Harvard University Press mit einem Zusatzband, der die deutschsprachige Brieftexte Freuds im Originalwortlaut enthält. Fischer, Frankfurt am Main 1993.